# Opisthoxia transversata
Opisthoxia transversata är en fjärilsart som beskrevs av W. Warren 1904. Opisthoxia transversata ingår i släktet Opisthoxia och familjen mätare. Inga underarter finns listade i Catalogue of Life.